# Goguryeo Hill
Goguryeo Hill är en kulle i Antarktis. Den ligger i Sydshetlandsöarna. Argentina, Chile och Storbritannien gör anspråk på området. Toppen på Goguryeo Hill är 4 meter över havet.
Terrängen runt Goguryeo Hill är kuperad åt nordost, men åt sydväst är den platt. Havet är nära Goguryeo Hill åt sydväst. Trakten är glest befolkad. Närmaste befolkade plats är Escudero Station, 10,6 kilometer väster om Goguryeo Hill. 